# Bernd Kuhn (Eishockeyspieler)
Bernd Kuhn (* 17. August 1944 in Füssen) ist ein ehemaliger deutscher Eishockeyspieler, der später auch als Trainer im Nachwuchsbereich aktiv war.

## Sportliche Karriere
Bernd Kuhn stand von 1964/65 bis 1977/78 im Kader des EV Füssen, mit dem er mehrfach Deutscher Meister wurde, bevor er zur EA Kempten-Kottern wechselte. Dort setzte er seine Karriere als Spielertrainer bis 1982 fort.
International nahm er mit der deutschen Nationalmannschaft an den Eishockeyweltmeisterschaften 1967, 1969 (B-WM), 1970 (B-WM), 1971, 1972 und 1973 sowie an den Olympischen Winterspielen 1968 und 1972 teil.
Nach dem Ende seiner Spielerkarriere betreute er als Trainer die Nachwuchsmannschaften der EA Schongau.

## Sonstiges
Bernd Kuhn ist verwandt mit Ludwig Kuhn und dem verstorbenen Alois Kuhn.